# Asier Antona
Asier Antona Gómez (Bilbao, 27 de diciembre de 1976) es un político español del Partido Popular de Canarias. En la actualidad, es alcalde de Santa Cruz de La Palma.

## Carrera política
Es licenciado en Ciencias Políticas y de la Administración por la Universidad del País Vasco.
El 22 de abril de 2016 se convirtió en presidente del Partido Popular de Canarias, tras la marcha de José Manuel Soria, que renunció a todos sus cargos tras el caso de los Panama Papers.[cita requerida] Hasta ese momento, había ocupado la secretaría general del Partido Popular de Canarias (2012-2016) y la presidencia del partido en la isla de La Palma, periodo en el que dio su conformidad a un pacto entre el PP y el PSOE en varios ayuntamientos y en el Cabildo insular que constituyó todo un hito político en una isla controlada tradicionalmente por Coalición Canaria.
El 2 de marzo de 2017 ganó las primeras elecciones directas de los afiliados en las Islas para elegir presidente, con el 80,56 % de los votos frente a Cristina Tavío. En el Congreso Regional del Partido Popular celebrado el 17 de marzo de 2017 fue apoyado por el 98,6 % de los compromisarios.
Dejó la presidencia de los populares canarios a finales de julio tras no alcanza los 36 votos necesarios en el Parlamento de Canarias para proclamarse presidente del Gobierno de Canarias. Tras su renuncia, fue nombrado secretario nacional de Política Autonómica y portavoz adjunto del Grupo Parlamento Popular en el Senado.
En la actualidad, además de desempeñar el cargo de alcalde, ocupa el puesto de vocal en la Comisión de Trabajo, Economía Social, Inclusión, Seguridad Social y Migraciones del Congreso, así como en la Comisión de Agricultura, Pesca y Alimentación. También ejerce como portavoz adjunto de la Comisión de Reglamento en el Congreso de los Diputados. De igual modo, es Secretario Nacional de Formación Electoral del Partido Popular.

## Vida personal
Está casado con Aurora del Rosario, también dedicada a la actividad política y consejera del Partido Popular en el Cabildo Insular de Gran Canaria, con la que contrajo matrimonio en agosto de 2009 en la Basílica del Pino, en Teror, y ha tenido tres hijos. Es católico practicante y defensor de la vida desde la concepción. En su juventud practicó el judo, deporte del que fue subcampeón regional sub-17 en competiciones de Canarias.